# Beata Kawka
Beata Aleksandra Kawka (ur. 7 września 1967 w Szubinie) – polska aktorka filmowa, teatralna, dubbingowa, producent i reżyser dubbingu, właścicielka Film Factory Studio.

## Życiorys
Jest absolwentką I LO im. Jana Kasprowicza w Inowrocławiu. W 1991 ukończyła studia na Wydziale Aktorskim Państwowej Wyższej Szkoły Teatralnej im. Aleksandra Zelwerowicza w Warszawie.
Zadebiutowała w teatrze 24 października 1990 rolą Justyny we Fredraszkach wystawianej w Teatrze PWST na podstawie twórczości Aleksandra Fredry, w reżyserii Jana Englerta. W latach 1993–1998 była aktorką Teatru Nowego w Warszawie. Była również związana z Teatrem Dramatycznym m. st. Warszawy, Operą Bałtycką oraz Teatrem im. Juliusza Osterwy w Gorzowie Wielkopolskim. Wystąpiła w kilkunastu rolach teatralnych w spektaklach reżyserów, takich jak: Tadeusz Słobodzianek, Mariusz Benoit, Paweł Łysak, Adam Hanuszkiewicz, Zbigniew Zapasiewicz i Piotr Grabowski.

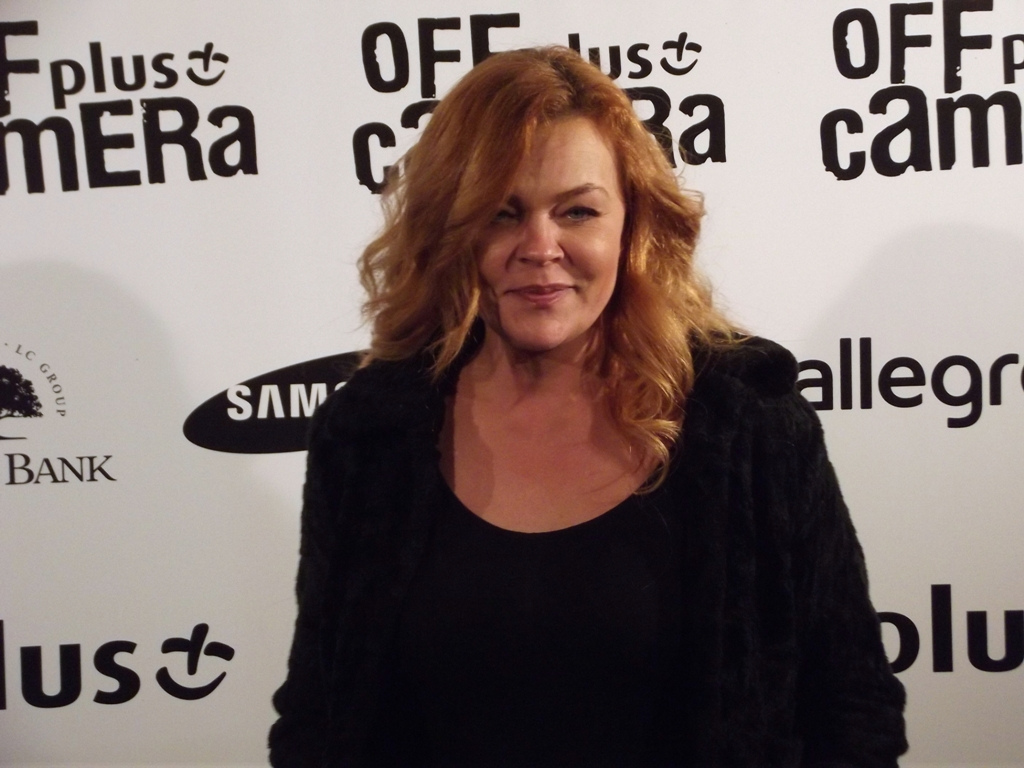
Kawka (2013)

Na ekranie debiutowała w 1991 epizodyczną rolą w serialu Panny i wdowy. W latach 1999–2002 wcielała się w postać Anny Wolniak w serialu TVP2 Na dobre i na złe. W latach 2002–2010 odgrywała podwójną rolę sióstr-bliźniaczek Donaty i Tamary Leszczyńskich w serialu telewizji Polsat Samo życie. W latach 2011–2012 grała Janinę w serialu TVP2 Barwy szczęścia, a w latach 2011–2013 wcielała się w postać Marty Nowak w serialu Polsatu Pierwsza miłość.
W 2007 została laureatką nagrody dla najlepszej aktorki na Międzynarodowym Festiwalu Filmowym w Madrycie za rolę Beaty w filmie Jasne błękitne okna w reżyserii Bogusława Lindy, którego była producentem.
Jest jedną z bohaterek książki Optymistki Marzanny Graff-Oszczepalińskiej.
W 2016 została kierownikiem artystycznym Teatru Miejskiego w Lesznie. 17 maja 2018 wymówiono jej umowę.
W latach 2019–2020 była dziennikarką internetowej rozgłośni Halo.Radio.

## Życie prywatne
Jej mężem był Marcin Bernat, z którym ma córkę Zuzannę (ur. 1996).

## Filmografia

### Filmy i seriale
- Panny i wdowy (1991) jako modląca się kobieta (odc. 1)
- Do widzenia wczoraj. Dwie krótkie komedie o zmianie systemu (1993) jako Celina
- Matki, żony i kochanki (1995) jako Monika, narzeczona Wierzbickiego
- Ekstradycja 2 (1996) jako recepcjonistka hotelu Victoria (odc. 3, 4, 5)
- Wezwanie (1996) jako alkoholiczka
- Złoto dezerterów (1998) jako Jadźka Pisurowa
- Na dobre i na złe (1999-2002) jako Anna Wolniak, ciotka Julki
- Sezon na leszcza (2000) jako pijana kobieta
- Portret podwójny (2000)
- Więzy krwi (2001) jako nauczycielka Ola
- Kameleon (2001) jako sekretarka Basia
- Marzenia do spełnienia (2001-2002) jako Wanda Winiarska
- Sfora: Bez litości (2002) jako sekretarka Nowickiego
- Sfora (2002) jako sekretarka Nowickiego
- Samo życie (2002-2010) jako Donata Leszczyńska i jako Tamara Leszczyńska-Skalska
- Jak to się robi z dziewczynami (2002) jako Monika
- Zostać miss 2 (2003) jako matka Agnieszki
- Zaginiona (2003) jako policjantka Ewa
- Jasne błękitne okna (2007) jako Beata Rogaś
- Wszystko będzie dobrze (2007) jako dziennikarka Anna
- Niania (2007) jako nauczycielka biologii Adasia
- Barwy szczęścia (2011-2012) jako Janina Mikiciuk
- Pierwsza miłość (2011-2013) jako Marta Nowak
- Prawo Agaty (2012) jako prawnik Prospectrum (odc. 15)
- Galeria (2012) jako Renata Wojnicka
- Na krawędzi (2012) jako Magdalena Strzelec (odc. 13)
- Komisarz Alex (2013) jako Teresa Szulc (odc. 48)
- Belfer (2016) jako Grażyna Rozłucka
- Druga szansa (2016) jako „Hrabina”, dyrektor programowa Aktywna.TV (odc. 6, 7)
- Speed love (2018) jako recepcjonistka
- Pod powierzchnią (2019) jako ordynator (odc. 9)
- Ojciec Mateusz (2019) jako Teresa Hejno, matka Anieli i Adama (odc. 276)
- Komisarz Alex (2019) jako Anna Surowiec, matka Marka (odc. 153)
- Usta usta (2021) jako szefowa Izy

### Polski dubbing
- 2011: The Elder Scrolls V: Skyrim jako Elenwen
- 2007: Przygody Sary Jane
- 2005: King Kong: Władca Atlantydy jako królowa Gadów
- 2004: Robotboy jako nauczycielka
- 2004: Nascar 3D jako Fanka/Delana
- 2004: Harry Potter i więzień Azkabanu
- 2001-2007: Mroczne przygody Billy’ego i Mandy jako Claire, matka Mandy
- 2001-2004: Samuraj Jack
- 2001-2003: Aparatka
- 2001: Zakochany kundel II: Przygody Chapsa
- 1999: Animaniacy: Życzenie Wakko jako mama Mindy
- 1998: Książę Egiptu jako królowa
- 1997-2000: Czternaście bajek z Królestwa Lailonii Leszka Kołakowskiego
- 1997: Pożyczalscy jako Maorałka
- 1997: Koty nie tańczą jako Sawyer
- 1996-1997: Kacza paczka
- 1996: Szczęśliwy dzień
- 1996: Zakochany kundel (1996) - Darling
- 1995: Powrót do Wiklinowej Zatoki
- 1995: Głupi i głupszy
- 1962-1987: Jetsonowie

### Kierownik produkcji
- Garfield (2004)
- Harry Potter i więzień Azkabanu (2004)
- Harry Potter i Komnata Tajemnic (2002)
- Epoka lodowcowa (2002)
- Samuraj Jack (2001-2004) (odc. 5-6, 8-11)
- Asterix i Obelix kontra Cezar (1999)
- Produkcje Myszki Miki (1999-2000)
- I pies, i wydra (1998-2000)
- Dawno temu w trawie (1998)
- Zorro (1997-1998)
- Polowanie na mysz (1988)
- Rover Dangerfield (1991)
- Bernard i Bianka w krainie kangurów (1990)
- Mała Syrenka (1989)
- Oliver i spółka (1988)
- Dookoła świata z Willym Foggiem (1983)
- Jetsonowie (1962-1987) (odc. 1-3, 5, 7-9, 11-24, 27, 33, 35-36, 40-41, 44, 47-52, 58, 60)

### Reżyseria dubbingu
- Garfield (2010)
- Angelo rządzi (2010)
- Generator Rex (2011)
- Gerald McBoing Boing (2011)
- Niesamowity świat Gumballa (2011)
- Sawa. Mały wielki bohater (2015)
- Mój przyjaciel orzeł (2016)
- Galop ku wolności (2017)

#### Asystent reżysera
- Garfield (2004)
- Fałszywa dwunastka (2004)
- Harry Potter i więzień Azkabanu (2004)